# Stadion Zagłębia Lubin (1985)
Das Stadion Zagłębia Lubin war ein Fußballstadion in der polnischen Stadt Lubin, Woiwodschaft Niederschlesien. Es war von 1985 bis zum Abriss 2008 die Heimspielstätte des Fußballvereins Zagłębie Lubin.

## Geschichte
Der Bau des Stadions begann in den 1970er Jahren, die Eröffnung der neuen Arena fand jedoch erst am 22. Juli 1985 statt. Im Jahr 2003 wurde das Stadion mit einer Flutlichtanlage von 1400 Lux Beleuchtungsstärke ausgestattet. Bereits in den 1980er Jahren versuchte der Hauptsponsor KGHM, dem Verein den Bau einer Flutlichtanlage zu ermöglichen; die regionale Verwaltung wies den Vorschlag jedoch ab und stimmte stattdessen für den Bau einer Flutlichtanlage beim Erzrivalen Śląsk Wrocław. Das Stadion war zum Zeitpunkt seiner Gründung eines der modernsten und größten in Polen. Zu den Räumlichkeiten des Stadions gehörten ein Hotel, ein Restaurant und Wellnessräume. Über einer Tribüne befand sich eine moderne und elektronische Anzeigetafel aus Ungarn. 
Zagłębie holte im Stadion Zagłębia Lubin in den Jahren 1990/91 und 2006/07 die polnische Meisterschaft. Im Jahr 2007 wurde jedoch mit dem Abriss der Anlage zum Bau einer neuen und moderneren Arena begonnen. Das letzte Spiel auf der alten Anlage fand am 10. Mai 2008 statt, danach zog die Mannschaft vorübergehend in das Stadion KS Gornik Polkowice. Im März 2009 zog Zagłębie in das teilweise fertiggestellte neue Stadion zurück.

## Sonstiges
Die polnische Fußballnationalmannschaft trug zwei Freundschaftsspiele im Stadion aus: erstmals am 19. August 1987 gegen die Nationalmannschaft der DDR (2:0) und am 23. August 1989 gegen die Sowjetunion (1:1). Beim Spiel gegen die Sowjetunion wurde ein Besucherrekord von 50.110 Zuschauern aufgestellt.
Im Stadion fanden zwei Spiele um den Superpuchar Polski statt. Am 2. August 1992 trafen Lech Posen und Miedź Legnica (4:2) aufeinander. Am 22. Juli 2007 spielte Zagłębie Lubin gegen GKS Bełchatów (1:0) um den polnischen Fußball-Supercup.